# Cameroun aux Jeux olympiques d'été de 2012
Le Cameroun participe aux Jeux olympiques d'été de 2012 à Londres au Royaume-Uni du 27 juillet au 12 août 2012. Il s'agit de sa 13e participation à des Jeux d'été.

## Médaillés
| Médaille | Nom           | Sport         | Compétition           | Date   |
| -------- | ------------- | ------------- | --------------------- | ------ |
| Bronze   | Madias Nzesso | Haltérophilie | Moins de 75 kg femmes | 3 août |

## Athlétisme
Hommes
Courses
| Athlète      | Épreuve | Séries   | Séries | Quarts de finale | Quarts de finale | Demi-finales | Demi-finales | Finale   | Finale |
| Athlète      | Épreuve | Résultat | Rang   | Résultat         | Rang             | Résultat     | Rang         | Résultat | Rang   |
| ------------ | ------- | -------- | ------ | ---------------- | ---------------- | ------------ | ------------ | -------- | ------ |
| Idrissa Adam | 100 m   | exempt   | exempt | DNF              | -                | NC           | NC           | -        | -      |

Femmes
Courses
| Athlète           | Épreuve | Séries   | Séries | Quarts de finale | Quarts de finale | Demi-finales | Demi-finales | Finale   | Finale |
| Athlète           | Épreuve | Résultat | Rang   | Résultat         | Rang             | Résultat     | Rang         | Résultat | Rang   |
| ----------------- | ------- | -------- | ------ | ---------------- | ---------------- | ------------ | ------------ | -------- | ------ |
| Delphine Atangana | 100 m   | exempt   | exempt | 11.82            | 49e              | NC           | NC           | -        | -      |

## Aviron
Hommes
| Athlète           | Compétition | Séries  | Séries | Repêchage | Repêchage | Quarts de finale | Quarts de finale | Demi-finales | Demi-finales | Finales | Finales |
| Athlète           | Compétition | Temps   | Rang   | Temps     | Rang      | Temps            | Rang             | Temps        | Rang         | Temps   | Rang    |
| ----------------- | ----------- | ------- | ------ | --------- | --------- | ---------------- | ---------------- | ------------ | ------------ | ------- | ------- |
| Paul Etia Ndoumbe | Skiff       | 7:29.77 | 6e     | 7:24.15   | 5e        |                  |                  |              |              |         |         |

## Boxe
Hommes
| Athlète                     | Compétition          | 1/16 de finale             | 1/8 de finale       | Quarts de finale    | Demi-finales        | Finale              |   |
| Athlète                     | Compétition          | Adversaire Résultat        | Adversaire Résultat | Adversaire Résultat | Adversaire Résultat | Adversaire Résultat |   |
| --------------------------- | -------------------- | -------------------------- | ------------------- | ------------------- | ------------------- | ------------------- | - |
| Serge Ambomo                | Super-léger (-64 kg) | Yakup Sener 10-19          | –                   | –                   | –                   | –                   |   |
| Christian Donfack Adjoufack | Mi-lourds (-81 kg)   | Enrico Kolling 6-15        | –                   | –                   | –                   | –                   |   |
| Thomas Essomba              | Mi-mouches (-49 kg)  | Abdelali Daraa 13-10       | Paddy Barnes 10-15  | –                   | –                   | –                   | – |
| Yhyacinthe Mewoli Abdon     | Légers (-60 kg)      | Fazliddin Gaibnazarov 6-11 | –                   | –                   | –                   | –                   |   |

## Football
L'équipe du Cameroun de football féminin s'est qualifiée pour la première fois pour les Jeux.

### Tournoi féminin
Sélection
| #           | Nom                      | Club                   | Âge        | Joués      | But inscrit | Averti     | Carton jaune · Carton jaune · Carton rouge | Carton rouge |
| Entraîneur  | Entraîneur               | Entraîneur             | Entraîneur | Entraîneur | Entraîneur  | Entraîneur | Entraîneur                                 | Entraîneur   |
| ----------- | ------------------------ | ---------------------- | ---------- | ---------- | ----------- | ---------- | ------------------------------------------ | ------------ |
|             | Carl Enow Ngachu         |                        |            |            |             |            |                                            |              |
| Gardiennes  |                          |                        |            |            |             |            |                                            |              |
| 1           | Annette Ngo Ndom         | Louves Minproff        | 27         | 1          | 0           | 0          | 0                                          | 0            |
| 16          | Reine Sosso              | Franck Rollycek        | 19         | 0          | 0           | 0          | 0                                          | 0            |
| Défenseurs  |                          |                        |            |            |             |            |                                            |              |
| 2           | Christine Manie          | Negrea Resita          | 28         | 1          | 0           | 1          | 0                                          | 0            |
| 5           | Augustine Ejangue        | Energiya Voronezh      | 23         | 1          | 0           | 0          | 0                                          | 0            |
| 13          | Claudine Meffometou      | Franck Rollycek        | 22         | 1          | 0           | 0          | 0                                          | 0            |
| 15          | Isis Sonkeng             | Louves Minproff        | 22         | 0          | 0           | 0          | 0                                          | 0            |
| Milieux     |                          |                        |            |            |             |            |                                            |              |
| 6           | Francine Zouga           | FSG Aire-le-Lignon     | 24         | 1          | 0           | 0          | 0                                          | 0            |
| 8           | Raissa Feudjio           | Lorema                 | 17         | 1          | 0           | 0          | 0                                          | 0            |
| 10          | Bebey Beyene             | Louves Minproff        | 20         | 1          | 0           | 0          | 0                                          | 0            |
| 12          | Françoise Bella          | Rivers Angels          | 29         | 1          | 0           | 0          | 0                                          | 0            |
| 18          | Jeannette Yango          | Katowice               | 19         | 1          | 0           | 1          | 0                                          | 0            |
| 4           | Yvonne Leuko             | Montigny Le Bretonneux | 20         | 0          | 0           | 0          | 0                                          | 0            |
| Attaquantes |                          |                        |            |            |             |            |                                            |              |
| 3           | Njoya Ajara Nchout       | Energiya Voronezh      | 19         | 1          | 0           | 0          | 0                                          | 0            |
| 7           | Gabrielle Aboudi Onguene | Louves Minproff        | 23         | 1          | 1           | 0          | 0                                          | 0            |
| 9           | Madeleine Ngono Mani     | Guingamp               | 27         | 1          | 0           | 0          | 0                                          | 0            |
| 11          | Adrienne Iven            | Louves Minproff        | 29         | 0          | 0           | 0          | 0                                          | 0            |
| 17          | Gaelle Enganamouit       | ŽFK Spartak Subotica   | 20         | 1          | 0           | 0          | 0                                          | 0            |
| 20          | Henriette Akaba          | Lorema                 | 20         | 0          | 0           | 0          | 0                                          | 0            |

Classement
| Rang | Équipe           | Pts | J | G | N | P | Bp | Bc | Diff |
| ---- | ---------------- | --- | - | - | - | - | -- | -- | ---- |
| 1    | Grande-Bretagne  | 9   | 3 | 3 | 0 | 0 | 5  | 0  | +5   |
| 2    | Brésil           | 6   | 3 | 2 | 0 | 1 | 6  | 1  | +5   |
| 3    | Nouvelle-Zélande | 3   | 3 | 1 | 0 | 2 | 3  | 3  | 0    |
| 4    | Cameroun         | 0   | 3 | 0 | 0 | 3 | 1  | 11 | -10  |

|  | Qualifié pour le deuxième tour de la compétition.                                                                            |
|  | Pts points ; J joués ; G victoires ; N match nuls ; P défaites Bp buts marqués ; Bc buts encaissés ; Diff différence de buts |

Matchs
| 25 juillet 2012 | Cameroun | 0-5   | Brésil                                                                           | Millennium, Cardiff         |                             |
| 18h45 CEST      |          | (0-2) | 7e Francielle · 10e Renata Costa · 73e (pen.) Marta · 81e Christiane · 88e Marta | Arbitrage : Jenny Palmqvist | Arbitrage : Jenny Palmqvist |
| 18h45 CEST      | Rapport  |       |                                                                                  | Arbitrage : Jenny Palmqvist | Arbitrage : Jenny Palmqvist |

| 28 juillet 2012 | Grande-Bretagne                                            | 3-0   | Cameroun | Millennium, Cardiff                          |                                              |
| 17h15 CEST      | 18e Casey Stoney · 23e Jill Scott · 82e Stephanie Houghton | (2-0) |          | Spectateurs : 31 141 Arbitrage : Eun Ah Hong | Spectateurs : 31 141 Arbitrage : Eun Ah Hong |
| 17h15 CEST      | Rapport                                                    |       |          | Spectateurs : 31 141 Arbitrage : Eun Ah Hong | Spectateurs : 31 141 Arbitrage : Eun Ah Hong |

| 31 juillet 2012 | Nouvelle-Zélande                                                 | 3-1   | Cameroun                     | Stade de la ville de Coventry, Coventry             |                                                     |
| 19h45 CEST      | 43e Rebecca Smith · 49e (csc) Ysis Sonkeng · 62e Sarah Gregorius | (1-0) | 75e Gabrielle Aboudi Onguene | Spectateurs : 11 425 Arbitrage : Christina Pedersen | Spectateurs : 11 425 Arbitrage : Christina Pedersen |
| 19h45 CEST      | Rapport                                                          |       |                              | Spectateurs : 11 425 Arbitrage : Christina Pedersen | Spectateurs : 11 425 Arbitrage : Christina Pedersen |

## Haltérophilie
- Épreuve masculine – 1 place

| Rang | Athlète                | Groupe | Poids | Arraché (kg) | Arraché (kg) | Arraché (kg) | Arraché (kg) | Épaulé-jeté (kg) | Épaulé-jeté (kg) | Épaulé-jeté (kg) | Épaulé-jeté (kg) | Total |
| Rang | Athlète                | Groupe | Poids | 1            | 2            | 3            | Résultat     | 1                | 2                | 3                | Résultat         | Total |
| ---- | ---------------------- | ------ | ----- | ------------ | ------------ | ------------ | ------------ | ---------------- | ---------------- | ---------------- | ---------------- | ----- |
|      | Frederic Fokejou Tefot | B      | 105   |              |              |              |              |                  |                  |                  |                  |       |

## Judo
| Athlète            | Compétition           | 1/16 de finale                | 1/8 de finale       | Quarts de finale    | Demi-finales        | Repêchage 1         | Repêchage 2         | Finale              | Finale |
| Athlète            | Compétition           | Adversaire Résultat           | Adversaire Résultat | Adversaire Résultat | Adversaire Résultat | Adversaire Résultat | Adversaire Résultat | Adversaire Résultat | Rang   |
| ------------------ | --------------------- | ----------------------------- | ------------------- | ------------------- | ------------------- | ------------------- | ------------------- | ------------------- | ------ |
| Dieudonne Dolassem | Moins de 90 kg hommes | Varlam Liparteliani 0003-0101 | –                   | –                   | –                   | –                   | –                   | –                   | –      |

## Lutte
Femmes
Lutte libre
| Athlète           | Catégorie | 1/8 de finale          | Quarts de finale        | Demi-finales        | Repêchage 1         | Repêchage 2                 | Finale              | Finale |
| Athlète           | Catégorie | Adversaire Résultat    | Adversaire Résultat     | Adversaire Résultat | Adversaire Résultat | Adversaire Résultat         | Adversaire Résultat | Rang   |
| ----------------- | --------- | ---------------------- | ----------------------- | ------------------- | ------------------- | --------------------------- | ------------------- | ------ |
| Annabel Laure Ali | -72 kg    | Josiane Soloniaina 4-0 | Stanka Zlateva 3-3; 0-2 | -                   | -                   | Vasilisa Marzaliuk 0-2; 0-1 | -                   | 7e     |

## Natation
| Athlète            | Épreuve         | Séries | Séries | Demi-finales | Demi-finales | Finale | Finale |
| Athlète            | Épreuve         | Temps  | Rang   | Temps        | Rang         | Temps  | Rang   |
| ------------------ | --------------- | ------ | ------ | ------------ | ------------ | ------ | ------ |
| Paul Edingue Ekane | 50 m nage libre | 27.87  | 54e    | NC           | NC           | NC     | NC     |

| Athlète                  | Épreuve         | Séries | Séries | Demi-finales | Demi-finales | Finale | Finale |
| Athlète                  | Épreuve         | Temps  | Rang   | Temps        | Rang         | Temps  | Rang   |
| ------------------------ | --------------- | ------ | ------ | ------------ | ------------ | ------ | ------ |
| Antoinette Guedia Mouafo | 50 m nage libre | 29.28  | 53e    | NC           | NC           | NC     | NC     |

## Tennis de table
Le Cameroun a qualifié une pongiste pour les épreuves de tennis de table.
Femmes
| Athlète       | Compétition | Tour préliminaire                               | 1er tour                                            | 2e tour          | 3e tour          | 4e tour          | Quarts de finale | Demi-finales     | Finale           | Finale |
| Athlète       | Compétition | Adversaire Score                                | Adversaire Score                                    | Adversaire Score | Adversaire Score | Adversaire Score | Adversaire Score | Adversaire Score | Adversaire Score | Rang   |
| ------------- | ----------- | ----------------------------------------------- | --------------------------------------------------- | ---------------- | ---------------- | ---------------- | ---------------- | ---------------- | ---------------- | ------ |
| Sarah Hanffou | Simple      | Bat T Moumjoghlian 4-0 (11-6, 11-4, 11-6, 11-2) | Battu par Y Xian 1-4 (11-8, 7-11, 7-11, 3-11, 6-11) | -                | -                | -                | -                | -                | -                | -      |

## Défections
Au cours des Jeux olympiques d'été de 2012, sept athlètes camerounais quittent leur délégation afin de rester en Grande-Bretagne : les cinq boxeurs Christian Donfack, Thomas Essomba, Blaise Yepmou, Abdon Mewoli et Serge Ambomo (en), le nageur Paul Ekane Edingue (en) et la footballeuse Drusille Ngako.